# Groenvoorhoofdamazilia
De groenvoorhoofdamazilia (Ramosomyia viridifrons synoniemen: Leucolia viridifrons en Amazilia viridifrons) is een vogel uit de familie Trochilidae (kolibries).

## Verspreiding en leefgebied
Deze soort is endemisch in zuidelijk Mexico.